# Christopher Foxley-Norris
Sir Christopher Neil Foxley-Norris GCB DSO OBE CCMI FRSA (* 16. März 1917 in Birkenhead, Cheshire; † 28. September 2003 in Northend Common, Oxfordshire) war ein britischer Luftwaffenoffizier der Royal Air Force, der zuletzt von 1971 bis 1974 im Range eines Generals (Air Chief Marshal) Leiter der Personal- und Logistikabteilung des Verteidigungsstabes im Verteidigungsministerium war.

## Leben

### Pilotenausbildung und Zweiter Weltkrieg
Foxley-Norris war ein Enkel des anglikanischen Geistlichen William Foxley Norris, der zwischen 1917 und 1925 Dekan des York Minster sowie 1925 bis 1937 Dekan von Westminster war. Er selbst begann nach dem Besuch des Winchester College ein Studium der Rechtswissenschaften am Trinity College der University of Oxford. Während des Studiums trat er der Flugstaffel der Universität (Oxford University Air Squadron) bei und wurde am 22. Dezember 1936 als Leutnant (Pilot Officer) in die Freiwilligenreserve der Luftwaffe RAFO (Royal Air Force Volunteer Reserve) aufgenommen. Er schloss seine fliegerische Ausbildung an der No. 9 (Advanced) Flying Training School RAF ab und wurde nach Beginn des Zweiten Weltkrieges am 3. November 1939 zum Oberleutnant (Flying Officer) befördert.
Nach einer weiteren Ausbildung an der No. 1 School of Army Co-operation RAF wurde Foxley-Norris am 17. März 1941 zum Hauptmann (Flight Lieutenant) befördert und fand ab Mai 1940 Verwendung in der No. 13 Squadron RAF auf dem Militärflugplatz RAF Waddington, von wo aus er als Pilot eines Verbindungsflugzeuges vom Typ Westland Lysander an Einsatz in Frankreich teilnahm. Nach dem Fall Frankreichs und dem Beginn der Luftschlacht um England wurde er im September 1940 wurde zunächst Pilot der No. 3 Squadron RAF auf dem Luftwaffenstützpunkt RAF Coningsby, wo er ein Jagdflugzeug vom Typ Hawker Hurricane flog. Er wechselte aber schon am 19. November 1940 als Pilot zu dem zur Royal Auxiliary Air Force (RAAF) gehörenden No. 615 (County of Surrey) Squadron und nahm an Lufteinsätzen im Süden Englands teil. Im Februar 1941 wurde er abgeschossen und als vermeintlicher Pilot der deutschen Luftwaffe kurzzeitig festgenommen.
In der Folgezeit war Foxley-Norris selbst als Flugausbilder (Qualified Flying Instructor) an der Central Flying School sowie in Kanada tätig. Während dieser Zeit wurde er kurzzeitig verhaftet, nachdem er in einem Brief an einen Kollegen operative Details mitgeteilt hatte. Nach jeweils kurzzeitigen Verwendungen im Jahr 1943 als Pilot der Atlantic Ferry Unit flog er als Fliegerischer Kommandeur der mit Kampfflugzeugen vom Typ Bristol Beaufighter ausgestatteten No. 143 Squadron RAF sowie als Fliegerischer Kommandeur der ebenfalls mit Bristol Beaufighter ausgestatteten No. 252 Squadron RAF Angriffe auf Schiffe im Mittleren Osten. Danach war er vom 23. September 1944 bis zum 26. Dezember 1944 Kommandeur (Commanding Officer) der zur RAAF gehörenden No. 603 (City of Edinburgh) Squadron. Zuletzt kehrte er im Februar 1945 als Kommandeur zur No. 143 Squadron RAF zurück, die nunmehr mit Jagdbombern vom Typ de Havilland DH.98 Mosquito ausgestattet war, und blieb dort bis zum Ende des Zweiten Weltkrieges.

### Stabsoffizier in der Nachkriegszeit
Nach Kriegsende wurde Foxley-Norris am 25. Mai 1945 Kommandeur der auf dem Luftwaffenstützpunkt RAF Waddington stationierten No. 14 Squadron RAF und wechselte dann zum Stab im Hauptquartier der No. 2 Group RAF auf dem Stützpunkt RAF High Wycombe. Für seine militärischen Verdienste wurde ihm am 29. Mai 1945 der Distinguished Service Order (DSO) verliehen. Darüber hinaus erfolgte am 14. Juni 1945 eine Erwähnung im Kriegsbericht (Mentioned in dispatches). Am 26. März 1946 wurde er des Weiteren zum Major (Squadron Leader) befördert, wobei die Beförderung auf den 1. September 1945 zurückdatiert wurde. Nach dem Besuch des RAF Staff College Bracknell 1947 wurde er 1948 Kommandeur der Flugstaffel der University of Oxford.
Nachdem er am 1. Juli 1951 zum Oberstleutnant (Wing Commander) befördert worden war, kehrte er als Mitglied des Führungsstabes zum RAF Staff College Bracknell zurück und wurde anschließend Stabsoffizier für Luftplanung im Hauptquartier der Luftstreitkräfte im Fernen Osten (RAF Far East Air Force). Aufgrund seiner dortigen Leistungen wurde ihm am 2. Januar 1956 das Offizierskreuz des Order of the British Empire (OBE) verliehen. Nach seiner Rückkehr nach Großbritannien wurde Foxley-Norris am 3. Dezember 1956 Leiter der Planungsgruppe im Hauptquartier des Angriffskommandos (RAF Fighter Command) und erhielt in dieser Verwendung am 1. Juli 1957 seine Beförderung zum Oberst (Group Captain). Anschließend wurde er im November 1958 Kommandeur des Luftwaffenstützpunktes RAF Stradishall sowie anschließend am 4. August 1959 Commanding Officer des Stützpunktes RAF West Malling.
In dieser Zeit absolvierte er 1960 einen Kurs für Kriegsführung am Old Royal Naval College in Greenwich und war zudem 1961 Absolvent des Imperial Defence College. Nach seiner Beförderung zum Air Commodore am 1. Juli 1961 wurde er am 1. Februar 1962 Leiter der Abteilung Organisation und Verwaltungsplanung im Luftwaffenstab.

### Aufstieg zum Air Chief Marshal

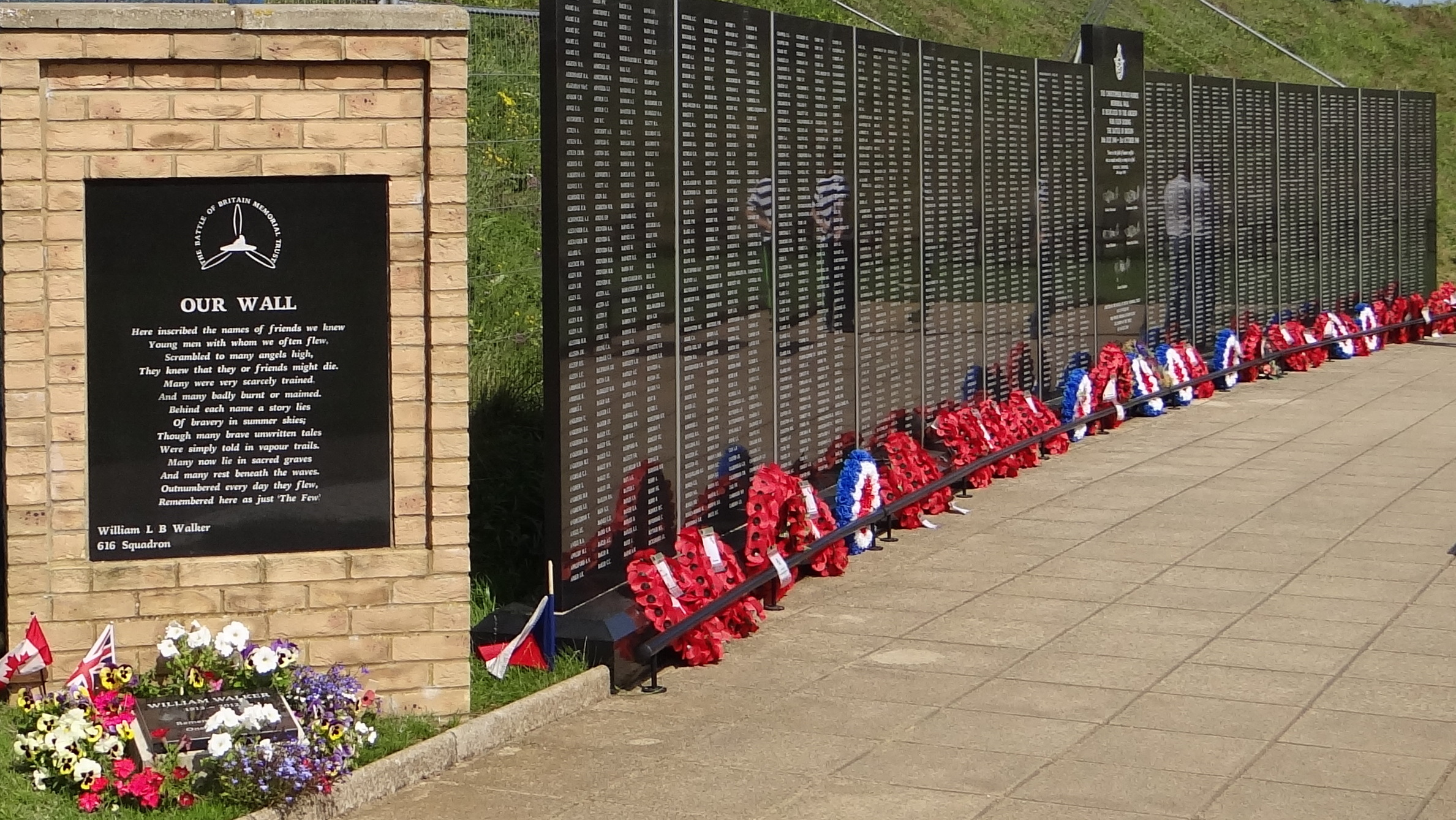
Christopher Foxley-Norris-Memorial Wall beim Battle of Britain Memorial

Am 1. April 1963 wurde Foxley-Norris zum Generalmajor (Air Vice Marshal) befördert und übernahm bis zum 30. November 1964 die Funktion als Assistierender Chef des Verteidigungsstabes für allgemeine Angelegenheiten (Assistant Chief of the Defence Staff (General)). Anschließend wurde er am 30. November 1964 als Nachfolger von Air Vice Marshal Frank Headlam Kommandeur (Air Officer Commanding) der No. 224 Group RAF und verblieb auf diesem Posten bis zu seiner Ablösung durch Air Vice Marshal Brian Eaton am 14. April 1967. Danach wurde er Generaldirektor für die Organisation (Director-General Organisation) der RAF im reorganisierten Verteidigungsministerium und verblieb dort bis zu seiner Ablösung durch Air Commodore Frank Bird am 11. April 1968. Während dieser Zeit erfolgte am 11. Juni 1966 auch seine Ernennung zum Companion des Order of the Bath (CB).
Nach seiner Beförderung zum Generalleutnant (Air Marshal) am 1. Juli 1968 wurde Foxley-Norris am 16. Juli 1968 Nachfolger von Air Marshal Denis Spotswood Oberkommandierender (Commander in Chief) der britischen Luftstreitkräfte in Deutschland (RAF Germany) und bekleidete diese Funktion bis zu seiner Ablösung durch Air Marshal Harold Brownlow Martin am 9. Januar 1971. Zugleich war er in dieser Zeit Kommandeur der 2. Taktischen Luftflotte 2TAF (RAF Second Tactical Air Force). Am 1. Januar 1969 wurde er zum Knight Commander des Order of the Bath (KCB) geschlagen, so dass er fortan den Namenszusatz „Sir“ führte.
Während dieser Zeit erfolgte am 1. Dezember 1970 seine Beförderung zum General (Air Chief Marshal). Mit diesem Dienstgrad wurde Foxley-Norris daraufhin am 9. Januar 1971 Nachfolger von General Charles Harington als Leiter der Personal- und Logistikabteilung des Verteidigungsstabes im Verteidigungsministerium (Chief of Personnel and Logistics, Defence Staff). Auf diesem Posten verblieb er bis zu seinem Eintritt in den Ruhestand am 22. April 1974 und wurde daraufhin durch General Richard Erskine Ward abgelöst. Zwischenzeitlich wurde er am 1. Januar 1973 noch als Knight Grand Cross des Order of the Bath (GCB) ausgezeichnet.
Nach seinem Ausscheiden aus dem aktiven Militärdienst war er in der Privatwirtschaft tätig und unter anderem Vorstandsvorsitzender des Versicherers General Portfolio Life Assurance sowie Vorstandsmitglied von Brookdale Hutton Associates. 1974 wurde er zunächst Fellow sowie später Companion des Chartered Management Institute (CCMI). Zudem engagierte sich Foxley-Norris, der auch Fellow der Royal Society of Arts (FRSA) war, von 1974 bis 1982 als Vorsitzender sowie anschließend zwischen 1982 und seinem Tode 2003 als Alterspräsident der Leonard Cheshire Disability, einer nach dem ehemaligen Piloten Leonard Cheshire benannten Stiftung für Menschen mit Behinderungen. Zugleich war er zwischen 1978 und seinem Tode Vorsitzender der Battle of Britain Fighter Association und von 1980 bis 2003 auch Vorsitzender der Behindertenorganisation Gardening for the Disabled.
Zur Erinnerung an die Luftschlacht um England wurde im Juli 2005 durch Michael of Kent die Christopher Foxley-Norris Wall am Battle of Britain Memorial enthüllt, an der die Namen all jener (knapp 3000) gelistet sind, die an der Luftschlacht um England teilgenommen haben.

## Veröffentlichungen
- Obituary: Air Chief Marshal Sir Edmund Hudleston. In: The Independent vom 11. Januar 1995
- Obituary: Air Chief Marshal Sir Denis Smallwood. In: The Independent vom 8. August 1997